# 名古屋高等裁判所金沢支部
名古屋高等裁判所金沢支部（なごやこうとうさいばんしょかなざわしぶ）は、石川県金沢市にある名古屋高等裁判所の支部。略称は、名古屋高裁金沢支部（なごやこうさいかなざわしぶ）。

## 所在地
- 石川県金沢市丸の内7-2

金沢地方裁判所、金沢家庭裁判所、金沢簡易裁判所、金沢検察審査会が同居している。
JR金沢駅東口バスのりば3番及び6番（全系統）の各のりばから北鉄バスまたはJRバスに乗車，「兼六園下」停留所下車（徒歩1 - 2分）

## 沿革
- 1948年（昭和23年）10月30日 - 開庁。
- 2010年（平成22年）5月 - 新庁舎建設工事が着工[1]。
- 2013年（平成25年）3月25日 - 新庁舎での業務を開始[1]。

## 管轄
- 石川県全域
- 富山県全域
- 福井県全域